# Гаврилов, Виктор Матвеевич
Ви́ктор Матве́евич Гаври́лов (1909, Перевесинка, Саратовская губерния — 1982, Москва) — советский хозяйственный, государственный и политический деятель.

## Биография
Родился в 1909 году в селе Перевесинка (ныне — в Турковском районе Саратовской области). Член ВКП(б).
С 1932 года — на хозяйственной, общественной и политической работе. В 1932—1977 гг. — на руководящих должностях на предприятиях лесной промышленности в Коми АССР, Архангельской области, Барнауле, Иркутске, начальник Главтранлеса, Главлесосбыта Министерства лесной промышленности СССР, первый заместитель министра лесной промышленности РСФСР, председатель Совета Народного Хозяйства Марийского экономико-административного района, заместитель председателя, начальник отдела Госплана РСФСР.
Избирался депутатом Верховного Совета РСФСР 5-го созыва, Верховного Совета Марийской АССР (1959—1963). Делегат XXII съезда КПСС (1961).
Умер 13 июня 1982 года в Москве.

## Награды
- Орден Трудового Красного Знамени (1945, 1953, 1961)
- Орден Ленина (1957)
- Орден «Знак Почёта»
- Почётная грамота Президиума Верховного Совета РСФСР